# 赫羅濟夫
50°21′28″N 26°25′6″E / 50.35778°N 26.41833°E
赫羅濟夫（羅馬化：Hroziv）是烏克蘭西部里夫內州里夫內區奧斯特羅赫市鎮的村莊。該村始建於1570年，面積2.55平方公里，海拔高度245米，2001年人口843，人口密度每平方公里331.2人。